# 32e Europese Filmprijzen
De 32e uitreiking van de Europese filmprijzen (European Film Awards) waarbij prijzen worden uitgereikt in verschillende categorieën voor Europese films vond plaats op 7 december 2019 in Berlijn, Duitsland.

## Winnaars en genomineerden

### Juryprijzen
| Beste film | Beste filmkomedie |
| --- | --- |
| - The Favourite - Les Misérables - J'accuse - Dolor y gloria - Systemsprenger - Il traditore | - The Favourite - Tel Aviv on Fire - Ditte & Louise |
| Beste regisseur | Beste scenario |
| - Yorgos Lanthimos — The Favourite - Roman Polański — J'accuse - Pedro Almodóvar — Dolor y gloria - Céline Sciamma — Portrait de la jeune fille en feu - Marco Bellocchio — Il traditore                                        | - Céline Sciamma — Portrait de la jeune fille en feu - Marco Bellocchio, Valia Santella, Ludovica Rampoldi, Francesco Piccolo, Francesco La Licata — Il traditore - Roman Polański, Robert Harris — J'accuse - Ladj Ly, Giordano Gederlini, Alexis Manenti — Les Misérables - Pedro Almodóvar — Dolor y gloria |
| Beste acteur | Beste actrice |
| - Antonio Banderas — Dolor y gloria - Jean Dujardin — J'accuse - Pierfrancesco Favino — Il traditore - Levan Gelbakhiani — And Then We Danced - Alexander Scheer — Gundermann - Ingvar Eggert Sigurðsson — Hvítur, hvítur dagur | - Olivia Colman — The Favourite - Trine Dyrholm — Dronningen - Adèle Haenel — Portrait de la jeune fille en feu - Noémie Merlant — Portrait de la jeune fille en feu - Viktoria Miroshnichenko — Dylda - Helena Zengel — Systemsprenger                                                                        |
| Beste cinematografie | Beste montage |
| - Robbie Ryan — The Favourite | - Yorgos Mavropsaridis — The Favourite |
| Beste productieontwerp | Beste kostuums |
| - Antxon Gómez — Dolor y gloria | - Sandy Powell — The Favourite |
| Beste make-up | Beste filmmuziek |
| - Nadia Stacey — The Favourite | - John Gürtler — Systemsprenger |
| Beste geluid | Beste visuele effecten |
| - Eduardo Esquide, Nacho Royo-Villanova, Laurent Chassaigne — La noche de 12 años | - Martin Ziebell, Sebastian Kaltmeyer, Néha Hirve, Jesper Brodersen, Torgeir Busch — Om det oändliga |
| Beste documentaire | Beste animatiefilm |
| - For Sama - Storia di B. - La scomparsa di mia madre - Honeyland - Svideteli Putina - Selfie | - Buñuel en el laberinto de las tortugas - J'ai perdu mon corps - L'extraordinaire voyage de Marona - Les hirondelles de Kaboul |
| Beste debuutfilm (Prix Fipresci) | |
| - Les Misérables - Aniara - Atlantique - Blindsone - Irina - Ray & Liz | |

### Publieksprijzen
| People's Choice Award | European University Film Award (EUFA) |
| --- | --- |
| - Zimna wojna - Gräns - Dogman - Fantastic Beasts: The Crimes of Grindelwald - Girl - Lazzaro Felice - Mamma Mia! Here We Go Again - Dolor y gloria - Le Grand Bain - The Breadwinner - The Favourite - Journal 64 | - Portrait de la jeune fille en feu - And Then We Danced - Gospod postoi, imeto i' e Petrunija - La paranza dei bambini - Systemsprenger |

### Oeuvreprijzen
| Lifetime Achievement Award | Lifetime Achievement Award                       |
| -------------------------- | ------------------------------------------------ |
| Werner Herzog              | Filmregisseur, -producent, -schrijver en acteur. |

| Achievement in World Cinema Award | Achievement in World Cinema Award |
| --------------------------------- | --------------------------------- |
| Juliette Binoche                  | Actrice, artiest en danser        |